# After the Burial
Gli After the Burial sono un gruppo musicale progressive metal statunitense formatosi nel 2004, proveniente da Twin Cities, Minnesota. La band è attualmente legata alla Sumerian Records, tramite la quale ha pubblicato tre dei quattro album costituenti la loro discografia.

## Storia del gruppo
Il primo disco del gruppo, intitolato Forging a Future Self è stato autoprodotto e distribuito dal gruppo stesso nel 2006 con la presenza del cantante originale, ossia Nick Wellner. Gli stessi hanno in seguito firmato un contratto discografico con la Sumerian Records e Wellner ha abbandonato la formazione, venendo rimpiazzato da Grand Luoma. Nel 2008 gli After the Burial hanno pubblicato il secondo album in studio Rareform, mentre l'anno seguente anche Luoma ha lasciato il gruppo, venendo sostituito da Anthony Notarmaso.
La Sumerian pubblicò così in seguito una versione rimasterizzata di Rareform che la band registrò nuovamente con le parti di batteria dal vivo e la voce di Notarmaso. Il loro terzo disco, In Dreams è stato registrato e pubblicato nel medesimo anno sempre attraverso la Sumerian Records.
Nel giugno del 2015 la band ha perso il suo principale chitarrista Justin Lowe, che si è tolto la vita gettandosi da un ponte. Nel 2016 è uscito il quinto album di studio, Dig Deep, postumo alla morte di Lowe, il quale collaborò alla stesura e alla scrittura delle tracce: le parti di chitarra sono state registrate in multitraccia.

## Formazione
Attuale
- Anthony Notarmaso – voce
- Trent Hafdahl – chitarra, voce
- Lerichard "Lee" Foral – basso
- Dan Carle – batteria

Ex-componenti
- Justin Lowe – chitarra
- Grant Luoma – voce
- Nick Wellner – voce

## Discografia

### Album in studio
- 2007 – Forging a Future Self
- 2008 – Rareform
- 2010 – In Dreams
- 2013 – Wolves Within
- 2016 – Dig Deep
- 2019 – Evergreen

### EP
- 2013 – This Life Is All We Have